# Simon Templar
Simon Templar detto Il Santo è un personaggio letterario, ripreso poi dalla televisione e dal cinema, ideato nel 1928 da Leslie Charteris ed esordito nel romanzo giallo Meet The Tiger!; Charteris scrisse oltre 50 romanzi con il personaggio.

## Caratteristiche
Il suo creatore lo descrive come un Robin Hood moderno, un giustiziere che agisce ai margini della legge e che, almeno nelle apparizioni iniziali, non disdegna l'omicidio a fini di giustizia.
Di lui si sa poco: è probabilmente di umili origini, è dotato di uno spiccato sense of humour e ha una nutrita serie di identità fasulle. Il suo segno di riconoscimento è una stilizzata figura umana con un'aureola sui bigliettini che lascia a mo' di firma sul luogo delle sue imprese, a beffa dei rappresentanti della legge, che lo braccano incessantemente ma che puntualmente falliscono miseramente: l'ispettore Teal di Scotland Yard e l'ispettore John Fernack della polizia di New York.
Nelle versioni televisive e cinematografiche il personaggio vede in parte modificate le sue caratteristiche: infatti appare come un paladino a tutto tondo, senza interessi materiali, anche se vive agiatamente nell'alta società; sua grande predilezione sono il salvataggio di belle donne in pericolo e il farsi beffa di Scotland Yard, che lo ritiene un mero avventuriero non sospinto da alcuna motivazione. In queste versioni il "Santo" non prende quasi mai compensi per le sue imprese come investigatore privato.

## Storia editoriale

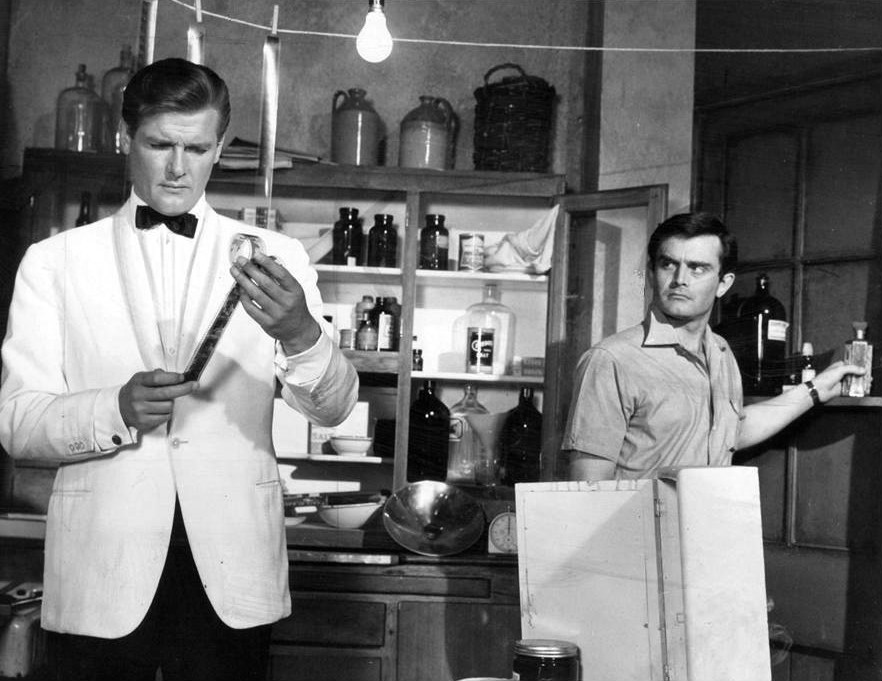
Il Santo interpretato da Roger Moore

Il personaggio ha tale successo da dare vita a una nutrita serie di libri e raccolte di racconti, in tutto 50, firmati da Charteris, ma a partire dagli anni sessanta scritti da ghost writers come Harry Harrison e Fleming Lee.
Simon Templar arriva al cinema nel 1938, quando la RKO produce The Saint in New York con Louis Hayward nel ruolo principale. Hayward è un Templar dai tratti inquietanti e ossessivi, un giustiziere che gira il mondo organizzando rivoluzioni e ammazzando a sangue freddo i criminali a cui dà la caccia. L'anno successivo il Santo diventa protagonista di una serie radiofonica di successo: al microfono si alterneranno, tra gli altri, Terence de Marney, Brian Aherne, Vincent Price, Tom Conway e Barry Sullivan. In The Saint Strikes Back, il film successivo, il ruolo del Santo è affidato a George Sanders che lo interpreta per altri quattro film. Sanders fa di Templar un dandy sensibile al fascino delle belle donne che risolve senza troppa fatica banali canovacci gialli.
Charteris non gradisce questi filmetti di serie B e nel 1941 si riprende dalla Rko i diritti del personaggio e Sanders passa a interpretare il Falco, un eroe molto simile, sempre per la Rko. In The Saint's Vacation, il testimone passa a Hugh Sinclair che sarà protagonista anche del successivo The Saint Meets the Tiger. Nel 1953 un invecchiato Hayward riprenderà il ruolo di Templar nel film La banda del Tamigi. Negli anni sessanta Templar rispunta in un paio di pellicole francesi dirette da Christian-Jaque con Jean Marais.
La popolarità del personaggio cresce a dismisura grazie alla serie televisiva inglese Il Santo con protagonista Roger Moore, prodotta da Monty Berman e Robert S. Baker e andata in onda dal 1962 al 1969, affiancato di volta in volta da attrici quali Shirley Eaton, Julie Christie, Dawn Addams, Samantha Eggar e Sue Lloyd. Il successo della serie è tale che vengono realizzati anche due lungometraggi, ottenuti editando alcuni episodi: L'Organizzazione ringrazia - Firmato il Santo (1968) e La mafia lo chiamava il Santo ma era un castigo di Dio (1969).
Del 1978 è invece la serie TV Il ritorno del Santo con Ian Ogilvy nel ruolo di Templar; mentre del 1987 è la volta del film TV The Saint in Manhattan con Andrew Clarke, pensato inizialmente come episodio pilota di una nuova serie mai realizzata. Tocca poi a Simon Dutton dare il volto al personaggio in sei film TV del 1989. L'ultima incarnazione cinematografica del Santo è quella di Val Kilmer nel film Il Santo del 1997, in cui Templar è un superladro internazionale che si destreggia tra congegni high-tech e travestimenti in stile Mission: Impossible.

## Romanzi
Leslie Charteris inventò il personaggio di Simon Templar come protagonista del romanzo Meet The Tiger!; seguirono un centinaio di avventure raccolte in numerose antologie.
| Anno | Titolo originale                           | Titolo italiano                | Autore                                             | Note               |
| ---- | ------------------------------------------ | ------------------------------ | -------------------------------------------------- | ------------------ |
| 1928 | Meet The Tiger!                            |                                | Leslie Charteris                                   |                    |
| 1929 | The Last Hero                              |                                | Leslie Charteris                                   |                    |
| 1930 | Enter The Saint                            | Entra il Santo                 | Leslie Charteris                                   |                    |
| 1930 | Knight Templar                             |                                | Leslie Charteris                                   |                    |
| 1931 | Featuring The Saint                        | Protagonista il Santo          | Leslie Charteris                                   |                    |
| 1931 | Alias The Saint                            | Simon Templar, alias il Santo  | Leslie Charteris                                   |                    |
| 1931 | The Saint Meets His Match (She was a Lady) | Il Santo fa società            | Leslie Charteris                                   |                    |
| 1931 | The Holy Terror                            |                                | Leslie Charteris                                   |                    |
| 1932 | Getaway                                    |                                | Leslie Charteris                                   |                    |
| 1933 | The Saint and Mr. Teal                     | Il Santo contro il signor Teal | Leslie Charteris                                   | Gialli Garzanti 37 |
| 1933 | The Brighter Buccaneer                     | Un diavolo di bucaniere        | Leslie Charteris                                   |                    |
| 1934 | The Misfortunes of Mr. Teal                | Il Santo a Londra              | Leslie Charteris                                   |                    |
| 1934 | The Saint Goes on                          | Il Santo non si arresta        | Leslie Charteris                                   |                    |
| 1934 | The Saint in New York                      | Il Santo a New York            | Leslie Charteris                                   |                    |
| 1935 | The Pirate Saint (Saint Overboard)         | Il Santo in mare               | Leslie Charteris                                   |                    |
| 1937 | The Saint in Action                        | L'asso dei furfanti            | Leslie Charteris                                   |                    |
| 1937 | The Saint at the Thieves' Picnic           | Il Santo fa giustizia          | Leslie Charteris                                   |                    |
| 1938 | Prelude for War                            | Il Santo scherza col fuoco     | Leslie Charteris                                   |                    |
| 1938 | Follow The Saint                           | Seguite il Santo               | Leslie Charteris                                   |                    |
| 1939 | The Happy Highwayman                       |                                | Leslie Charteris                                   |                    |
| 1940 | The Saint in Miami                         | Il Santo a Miami               | Leslie Charteris                                   |                    |
| 1942 | The Saint Goes West                        |                                | Leslie Charteris                                   |                    |
| 1942 | The Saint Steps In                         |                                | Leslie Charteris                                   |                    |
| 1944 | The Saint on Guard                         | Il Santo in guardia            | Leslie Charteris                                   |                    |
| 1946 | The Saint Sees it Through                  | Il Santo sulla pista           | Leslie Charteris                                   |                    |
| 1948 | Call for The Saint                         | Chiamata per il Santo          | Leslie Charteris                                   |                    |
| 1948 | Saint Errant                               |                                | Leslie Charteris                                   |                    |
| 1953 | The Saint In Europe                        | Il Santo in Europa             | Leslie Charteris                                   |                    |
| 1955 | The Saint on the Spanish Main              |                                | Leslie Charteris                                   |                    |
| 1956 | The Saint Around The World                 | Il Santo intorno al mondo      | Leslie Charteris                                   |                    |
| 1957 | Thanks to the Saint                        | Grazie al Santo                | Leslie Charteris                                   |                    |
| 1958 | Señor Saint                                |                                | Leslie Charteris                                   |                    |
| 1959 | The Saint to the Rescue                    |                                | Leslie Charteris                                   |                    |
| 1962 | Trust The Saint                            |                                | Leslie Charteris                                   |                    |
| 1963 | The Saint in the Sun                       |                                | Leslie Charteris                                   |                    |
| 1964 | Vendetta For The Saint                     | Vendetta per il Santo          | Harry Harrison e Leslie Charteris                  |                    |
| 1968 | The Saint on TV                            |                                | Fleming Lee e John Kruse                           |                    |
| 1969 | The Saint Return                           |                                | Fleming Lee, D.R. Motton, Leigh Vance e John Kruse |                    |
| 1969 | The Fiction-Makers                         |                                | Fleming Lee e John Kruse                           |                    |
| 1970 | The Saint Abroad                           |                                | Fleming Lee e Michael Pertwee                      |                    |
| 1970 | The Saint in Pursuit                       |                                | Fleming Lee e Leslie Charteris                     |                    |
| 1971 | The Saint and the People Importers         | Il Santo e i mercanti d'uomini | Fleming Lee e Leslie Charteris                     |                    |
| 1975 | Catch The Saint                            |                                | Fleming Lee e Norman Worker                        |                    |
| 1976 | The Saint and the Hapsburg Necklace        |                                | Christopher Short                                  |                    |
| 1978 | Send for the Saint                         |                                | Peter Bloxsom, Donald James e John Kruse           |                    |
| 1979 | The Saint in Trouble                       |                                | Graham Weaver, Terence Feely e John Kruse          |                    |
| 1979 | The Saint and the Templar Treasure         |                                | Graham Weaver e Donne Avenell                      |                    |
| 1979 | Count on the Saint                         |                                | Graham Weaver e Donne Avenell                      |                    |
| 1978 | Salvage for the Saint                      |                                | Peter Bloxsom e John Kruse                         |                    |
| 1997 | The Saint (movie novelization)             |                                | Burl Barer e Jonathan Hensleigh                    |                    |
| 1997 | Capture The Saint                          |                                | Burl Barer                                         |                    |

## Filmografia

### Film
- The Saint in New York (1938)
- The Saint Strikes Back (1939)
- The Saint in London (1939)
- The Saint's Double Trouble  (1940)
- The Saint Takes Over (1940)
- The Saint in Palm Springs  (1941)
- The Saint's Vacation (1941)
- The Saint Meets the Tiger  (1943)
- La banda del Tamigi (The Saint's Return) (1953)
- Tre femmine che scottano (Le Saint mène la danse) (1960)
- Il Santo prende la mira (Le Saint prend l'affût) (1966)
- L'organizzazione ringrazia firmato il Santo (The Fiction Makers) (1968)
- La mafia lo chiamava il Santo ma era un castigo di Dio (Vendetta for the Saint) (1969)
- The Saint and the Brave Goose  (1979)
- The Never Say U.N.C.L.E. Again Affair (1984)
- The Saint in Manhattan (1987) - Film TV
- The Saint: The Brazilian Connection (1989) - Film TV
- The Saint: The Software Murders (1989) - Film TV
- The Saint: The Blue Dulac (1989) - Film TV
- The Saint: Fear in Fun Park (1989) - Film TV
- The Saint: The Big Bang (1989) - Film TV
- The Saint: Wrong Number (1989) - Film TV
- Il Santo (The Saint) (1997)
- The Saint – film TV (2017)

### Serie televisive
- Il Santo (The Saint) (1962 - 1969) Serie TV
- Il ritorno di Simon Templar (Return of the Saint) (1978 - 1979) Serie TV

## Influenze
Oltre alla cinquantina di romanzi che l'autore originale Charteris scrisse sul Santo, esistono altrettanti romanzi apocrifi solo in lingua francese.
Dagli anni quaranta agli anni settanta furono prodotte svariate testate a fumetti.
La figura di Templar ha influenzato quella di James Bond ideato da Ian Fleming: ad esempio quando il Santo si presentava, molti anni prima di Bond, diceva "il mio nome è Templar, Simon Templar".
Nel 1952 Ian Fleming sposò Anne Geraldine Rothermere, contessa di Charteris, lontana parente dell'inventore de "Il Santo".